# Paul Wheelahan
Paul Wheelahan, född 6 november 1930 i Bombala, New South Wales, död 28 december 2018 i Penrith, New South Wales var en australisk serietecknare och författare.

## Biografi

### Serietecknare
1947 kom Wheelahan till Sydney, där han 1955 anställdes av Young's Merchandising Company. 
Wheelahan skrev och tecknade 22 nummer av Davy Crockett - Frontier scout, med början 1955. Han skapade The Panther, som utgavs i 73 nummer 1957-1963 och var en av de sista regelbundet utgivna serierna i Australien. Han skrev och tecknade även serien The Raven i 10 nummer med början 1962..

### Författare
Efter att den australiska serietidningsmarknaden hade kollapsat i början av 1960-talet inledde Wheelahan en karriär som författare av kiosklitteratur och skrev 1963-1996 mellan 800 och 900 västernromaner under pseudonymerna Emerson Dodge, Brett McKinley, E. Jefferson Clay, Ben Jefferson, Adam Bonnard, Ben Nicholas, Matt James och Ryan Bodie åt Cleveland Publishing, Sydney. En del av böckerna översattes till svenska och utgavs i pocketbokserier som Mustang, Sheriff, Kaliber 45 samt Jim och Jeff. 1971-1972 utgavs även en svensk version av serien Cleveland Western.
Clevelands västernböcker var strax under 100 sidor långa uppdelade i 10 kapitel och dess mest framgångsrika författarnamn blev pseudonymen Emerson Dodge. Det var också denna pseudonym Wheelahan använde för Never ride back 1963 - enligt vissa källor hans först utgivna bok hos förlaget. Ironiskt nog dog Wheelahan samma månad som Cleveland gav ut sin sista bok.
Pseudonymen E. Jefferson Clay användes för serien Benedict & Brazos om karaktärerna Duke Benedict och Hank Brazos. På svenska kallades serien Jim och Jeff efter att seriens huvudpersoner fått namnen Jeff Benedict och Jim Brazos. I Australien utgavs böckerna som nr 201-236 och i Sverige utgavs de som en egen serie av Wennerbergs Förlag. Den svenska numreringen följer den ursprungliga förutom att nr 202 utgavs som nr 3 och nr 203 utgavs som nr 2. I Australien var denna serie förmodligen något av en ersättare för Larry och Stretch, på svenska Bill och Ben. Dessa publicerades ursprungligen hos Cleveland innan författaren Marshall Grover kring 1966 bytte förlag. I motsats till Bill och Ben fanns hos Jim och Jeff en ramberättelse om hur de två huvudpersonerna träffats i slutet av amerikanska inbördeskriget och slår sig samman i sökandet efter banditen Bo Rangle.
Pseudonymen E. Jefferson Clay användes även för tretton böcker i serien Savage med Clint Savage som huvudperson och med en stil som kan kallas sexy western. Cleveland började 1983 utge dessa i sin serie Cougar Western men de har inte översatts till svenska.
Wheelahan skrev tre böcker varje månad och varje bok brukade skrivas på fyra eller fem dagar. Wheelahan har i intervju berättat att ibland vaknade han på måndagsmorgonen utan något synopsis men sedan skrev han det och även boken samma vecka och lämnade in den till förlaget på fredagen, tio minuter innan de stängde, och att han sedan kunde gå till puben.
Förutom att skriva böcker skrev Wheelahan även manus till åtta avsnitt av TV-serien Runaway Island 1984-1985.